# Verbandsgemeinde Mansfelder Grund-Helbra
In de Verbandsgemeinde Mansfelder Grund-Helbra, gelegen in de Landkreis Mansfeld-Südharz, werken acht gemeenten gezamenlijk aan de afwikkeling van hun gemeentelijke taken.

## Deelnemende gemeenten
- Ahlsdorf (1.562)
- Benndorf (2.023)
- Blankenheim (1.141)
- Bornstedt (797)
- Helbra * (3.929)
- Hergisdorf (1.551)
- Klostermansfeld (2.293)
- Wimmelburg (1.128)